# Берёзовка (Табунский район)

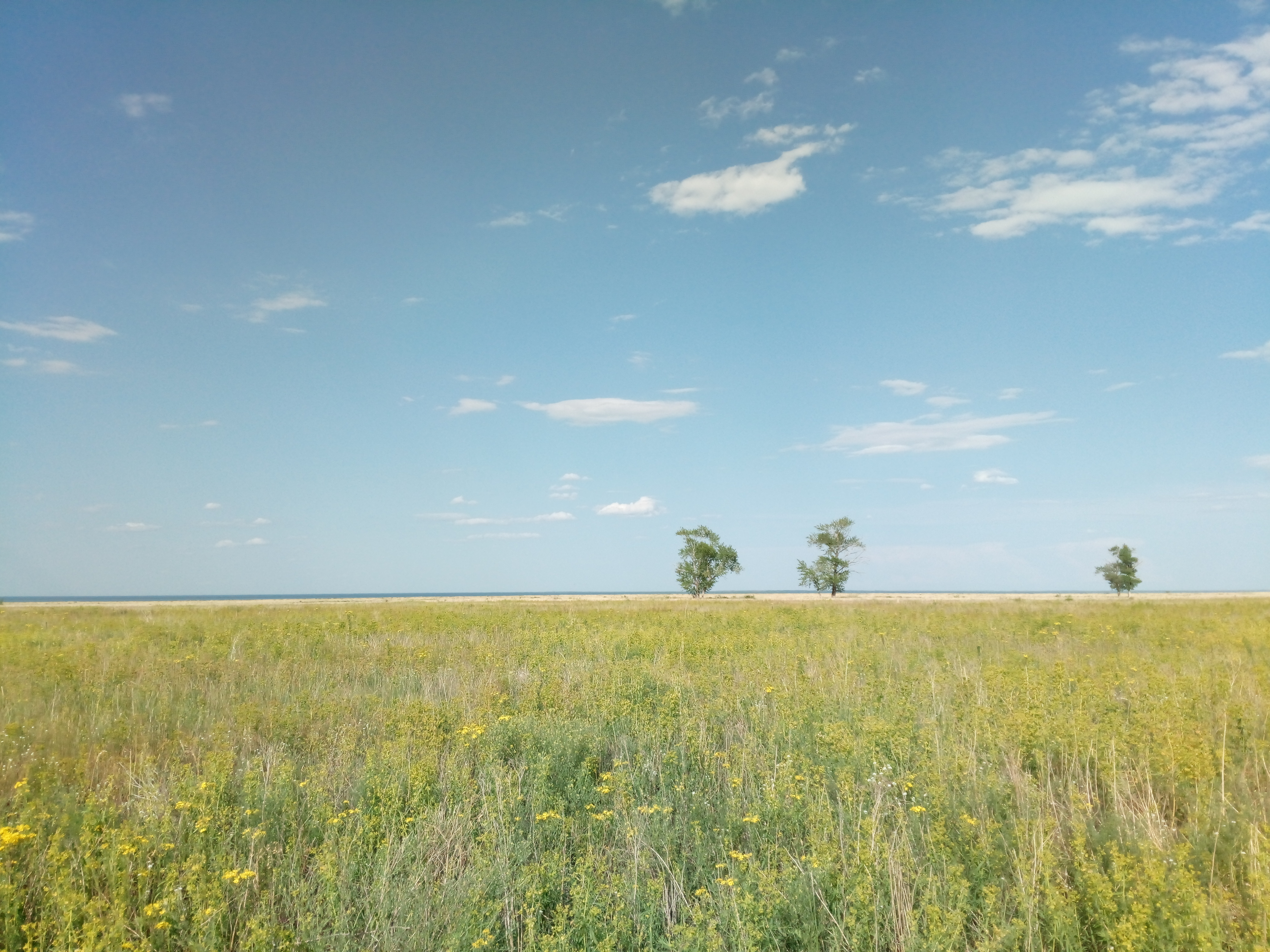

Берёзовка — упразднённый посёлок в Табунском районе Алтайского края. Находился на территории Серебропольского сельсовета. Ликвидирован в 1983 г.

## География
Располагался у озера Кулундинское.

## История
Основан в 1909 году. В 1928 году посёлок Берёзовка состоял из 40 хозяйств. В составе Ромнинского сельсовета Славгородского района Славгородского округа Сибирского края.

## Население
В 1928 году в посёлке проживало 214 человек (108 мужчин и 106 женщин), основное население — украинцы.